# ورزشگاه پیر آلیکر
ورزشگاه پیر آلیکر یک ورزشگاه چندمنظوره در فور-دو-فرانس مارتینیک است که در حال حاضر بیشتر برای مسابقات فوتبال مورد استفاده قرار می‌گیرد. این ورزشگاه که ظرفیت ۱۸ هزار تماشاگر را دارد، میزبان مسابقات خانگی تیم ملی فوتبال مارتینیک نیز است.